# Katia Moguy
Katia Moguy, vero cognome Moguilevsky (...), è un'attrice francese.

## Biografia
Poche sono le notizie biografiche, assenti i dati anagrafici, non sono note notizie sull'infanzia e la giovinezza.
Figlia della signora Daan (?) e di Léonide Moguy, regista francese di origine russa – nel biennio 1950/51 girò in Italia i film Domani è troppo tardi e Domani è un altro giorno –, poco più che bambina (1957) fu il padre a presentarla ad Alberto Lattuada.
Scartata dal film Guendalina, Lattuada la riprese in considerazione dieci anni dopo: ora appariva la tipica bellezza acerba, dove "brigidismo" (cioè dai caratteri alla Brigitte Bardot) e lolitismo rispecchiavano il canone femminile prediletto da Lattuada, lontano dalle maggiorate e più simile a bellezze snelle alla Catherine Spaak, qualche anno prima diretta, non a caso, nel film Dolci inganni (1960).
Lattuada intravide subito che la Moguy fosse adatta per interpretare Ninetta Marconella, il personaggio ideato nel romanzo di Vitaliano Brancati, protagonista nel film Don Giovanni in Sicilia, di cui il regista lombardo si accingeva a curare la trasposizione filmica.
Nel 1967 debuttò così come attrice cinematografica nel suo primo ruolo accanto a Lando Buzzanca, nella parte della figlia di ricchi borghesi siciliani, ma cresciuta in un collegio svizzero, ormai emancipata e libera da complessi. Moguy si rivelò una nuova promessa nel panorama cinematografico italiano e si vide affidare nuovi ruoli.
Nel 1968 interpretò Maria Da Costa nel film musicarello Chimera, accanto a Gianni Morandi. Fra l'altro, per la tv italiana partecipò a tre episodi della serie tv Odissea (1968), mentre nel 1969 apparve in  Giovinezza giovinezza di Franco Rossi.
Terminata l'esperienza cinematografica si dedicò alla pittura .

## Filmografia
- Don Giovanni in Sicilia, regia di Alberto Lattuada (1967)
- Odissea, regia di Franco Rossi, Piero Schivazappa, Mario Bava (1968) - serie tv (non accreditata)
- Chimera, regia di Ettore Maria Fizzarotti (1968) (come Katya Moguy)
- Ora X - Pattuglia suicida, regia di Gaetano Quartararo (1969) (come Katia Mogui)
- Giovinezza giovinezza, regia di Franco Rossi (1969)
- Come ti chiami, amore mio?, regia di Umberto Silva (1969)
- Maigret et le fantôme (Les enquêtes du commissaire Maigret), regia di René Lucot – serie TV (1971)

## Riconoscimenti
- Taormina Film Fest
  - 1967 – Arancia d'oro alla miglior attrice